# Pavel Blažek (historik)
Pavel Blažek (* 12. března 1974 Brno) je český historik. Působí jako vědecký pracovník na Filozofickém ústavu AV ČR (1997–2001 a od 2004). Soustředí se na dějiny středověkého myšlení zejména pokud jde o středověkou recepci Aristotela a sociální filosofie, s důrazem na otázky manželství, rodiny a hospodaření. V roce 2008 získal Cenu Oto Mádra.

## Vzdělání a rodina
Bakalářský diplom získal v oboru International historical studies na University College London (součástí studia byl i šestiměsíční pobyt na Scuola Normale Superiore v Pise). Ekvivalent magisterského diplomu získal během ročního studia medievalistiky na Université catholique de Louvain, doktorandské studium v oboru Mittelalterliche Geschichte absolvoval na Friedrich-Schiller-Universität Jena, kde zároveň působil jako pedagogicko-vědecký pracovník. Absolvoval stipendijní pobyty na École des Hautes Études en Sciences Sociales, Institut Historique Allemand v Paříži, Istituto Storico Germanico v Římě, Warburg Institute v Londýně a na Martin-Grabmann-Forschungsinstitut v Mnichově. Je ženatý, bydlí v Praze a má deset dětí.

## Odborné práce a publikace
- Das Florilegium als Textinterpretation: Zur Rezeption der pseudo-aristotelischen Oeconomica in den Auctoritates Aristotelis, in: František Šmahel (ed.): Geist, Gesellschaft, Kirche im 13.-16. Jahrhundert (Colloquia mediaevalia Pragensia 1), Praha 1999, s. 23–37
- disertační práce Eheliche Freundschaft’.Die Rezeption der aristotelischen Gedanken über die Ehe im Mittelalter. Von Robert Grosseteste bis Bartholomäus von Brügge. (1246/7-1309)[1]
- Historia calamitatum aneb manželství učence. K dějinám jednoho námětu v antické a středověké filozofické literatuře, in: Eva Doležalová, Robert Novotný a Pavel Soukup (edd.): Evropa a Čechy na konci středověku. Sborník příspěvků věnovaných Františku Šmahelovi, Praha 2004, s. 351–367
- Akademická dráha, nebo pastorace? Jindřich z Gentu o dilematu intelektuálně založených absolventů teologie, in: Teologické texty 2006/2[2], redakce Teologických textů ocenila tento článek v roce 2008 Cenou Oto Mádra[3]
- připravuje kritickou edici dosud nepublikovaného středověkého aristotelského komentáře Bartoloměje z Brugg k pseudo-aristotelské Ekonomice[4]